# Valentino Dalle Mura
Valentino Dalle Mura (* 1996 in Berlin) ist ein deutscher Schauspieler.

## Leben
Valentino Dalle Mura absolvierte sein Schauspielstudium von 2015 bis 2019 an der Hochschule für Musik und Theater Rostock. Während des Studiums gastierte er am Mecklenburgischen Staatstheater Schwerin als Kreon in Antigone und in Hexenjagd (Regie: Martin Nimz).
Von der Spielzeit 2019/20 bis zur Spielzeit 2023/24 war er festes Ensemblemitglied am Residenztheater München. Dort arbeitete er u. a. unter der Regie von Joe Hill-Gibbins, Michał Borczuch, Schorsch Kamerun, Miloš Lolić und Julia Hölscher. In der Spielzeit 2020/21 spielte er im Marstall des Residenztheaters den Diener Pedro in der Uraufführung des Theaterstücks Der Preis des Menschen von Thiemo Strutzenberger. Seit der Spielzeit 2024/25 spielt er als Gast am Residenztheater.
Valentino Dalle Mura stand auch für einige Film- und TV-Produktionen vor der Kamera. In der 8. Staffel der ZDF-Serie Letzte Spur Berlin (2019) spielte er eine Episodenhauptrolle als Straßenkumpel eines ehemals obdachlosen und nunmehr aufstrebenden Jungkünstlers. In einer weiteren Episodenrolle war er in der 19. Staffel der TV-Serie Um Himmels Willen (2020) zu sehen. In der 46. Staffel der ZDF-Serie Der Alte (2022) übernahm er eine Episodenhauptrolle als gewalttätiger Immobilienmakler Ivo Hubmaier. In der 5. Staffel der TV-Serie Die Kanzlei (2022) übernahm er eine der Episodenrollen als Mitarbeiter eines Hamburger Dönerladens.
Valentino Dalle Mura lebte bis 2024 in München. Seitdem verlegte er seinen Hauptwohnsitz wieder nach Berlin.

## Filmografie (Auswahl)
- 2017: Alte Zeiten (Kurzfilm)
- 2019: Welt unter
- 2019: Letzte Spur Berlin: Vatergefühle (Fernsehserie, eine Folge)
- 2020: Um Himmels Willen: Letzte Chance (Fernsehserie, eine Folge)
- 2020: Die Donau ist tief. Ein Krimi aus Passau (Fernsehreihe)
- 2022: Der Alte: Zeugen der Anklage (Fernsehserie, eine Folge)
- 2022: Die Kanzlei: Fehlfarben (Fernsehserie, eine Folge)

## Hörspiele (Auswahl)
- 2020: Schorsch Kamerun: M – Eine Stadt sucht einen Mörder (Wer hat Angst vor was eigentlich?). Nach dem Film von Fritz Lang und Thea von Harbou. Komposition und Regie: Schorsch Kamerun (Hörspielbearbeitung: BR/Schorsch Kamerun/Residenztheater München)